# Chapultepec (métro de Mexico)
Pour les articles homonymes, voir Chapultepec (homonymie).
Chapultepec est une station de la Ligne 1 du métro de Mexico. Elle est située dans la division administrative Cuauhtémoc de Mexico.

## La station
La station ouverte en 1969, se nomme ainsi car voisine du parc de Chapultepec, le plus grand parc urbain de la ville. Son logo représente une sauterelle en référence au topoglyphe de Chapultepec – Cerro (mont, colline) del Chapulín (de la Sauterelle).
Cette station a servi de terminus de cette ligne depuis son inauguration en 1969, sur la première section en cours d'exécution de Zaragoza à Chapultepec, jusqu'à avril 1970 où elle fut étendue à Juanacatlán.